# Ferrosilicium
Ne doit pas être confondu avec Siliciure de fer.

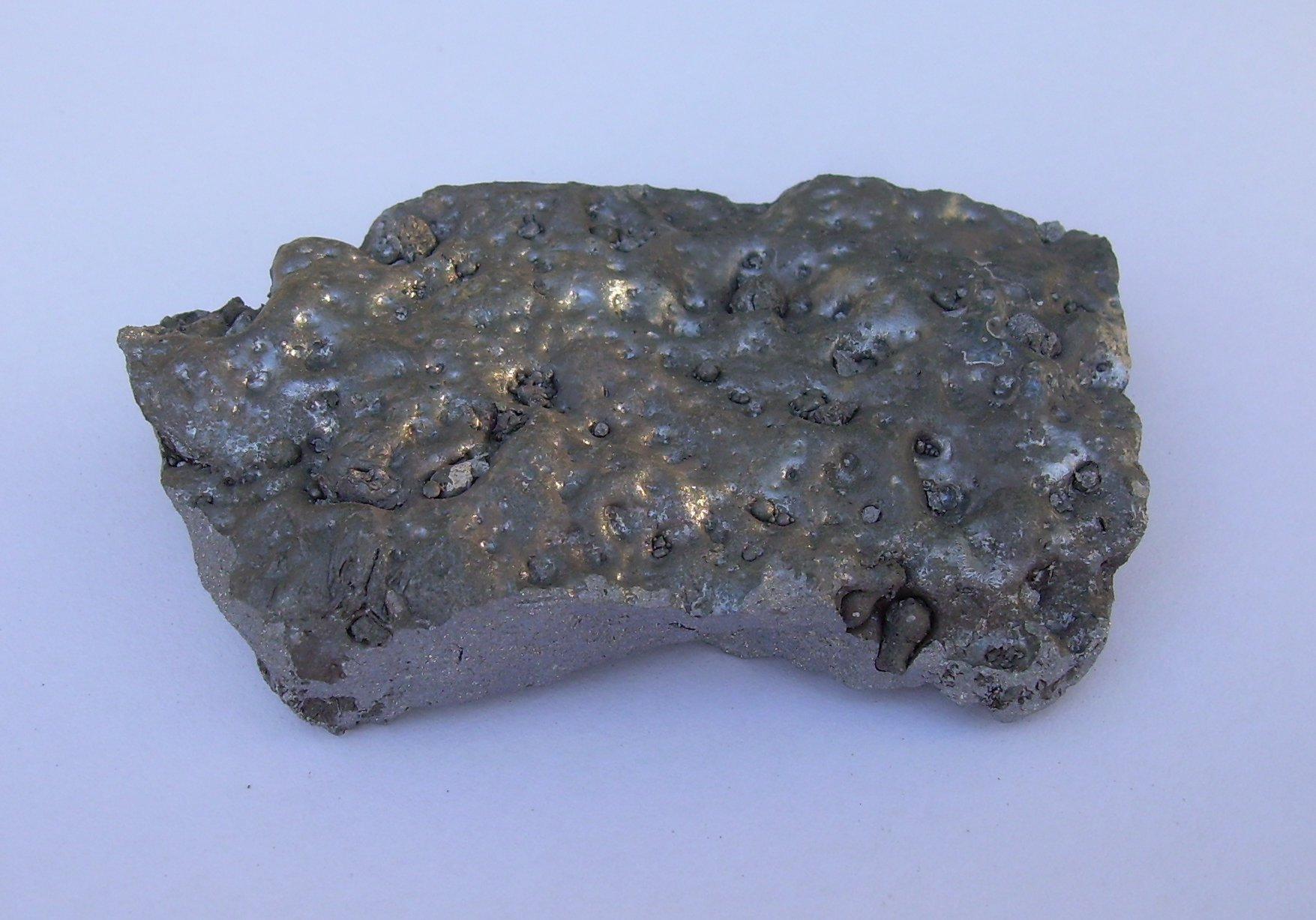
Échantillon de ferrosilicium

Le ferrosilicium est un ferroalliage, un composé de fer et de silicium dont la teneur en poids en silicium se situe entre 15 % et 90 %, celui à 75 % de Si étant le plus utilisé. Ils représentent les 3/4 de l'utilisation de silicium (hors SiO2) et 20 % de la production de ferroalliages.
On peut relever que le silicium métallique étant produit de la même manière que le ferrosilicium, il est considéré comme un ferroalliage.

## Obtention
Deux méthodes de production coexistent :
- Production par haut fourneau. Ces hauts fourneaux se distinguent par leur habillage en matériau réfractaire acides. La teneur en silicium de la fonte se situe entre 10 et 17 %[3].
- Production au four à arc électrique par réduction de SiO2 en présence de fer. Les matières premières sont le quartz ou du sable, la ferraille, avec du coke, de la houille ou du coke de pétrole. La teneur en silicium varie de 15 à 95 %. L'électricité représente 20 à 25 % des coûts de production (8 500 kWh/t de ferrosilicium à 75 %). La fumée de silice produite est récupérée pour élaborer du béton hautes performances où elle augmente la fluidité, la résistance à la compression (qui passe, à 28 jours, de 20-40 MPa à 60-120 MPa) et diminue la perméabilité[1].

## Utilisation en sidérurgie
Le ferrosilicium est un produit destiné à la sidérurgie, où sa forte densité et son faible coût en font un élément d'alliage courant de la fonte comme des aciers. Cependant, pour ces deux produits, le rôle du silicium est très différent.
Utilisé dans la fonderie, le ferrosilicium apporte le silicium qui sert d'élément d'alliage à la fonte. Ajouté à la fonte liquide, le silicium sert en tant qu'inoculant: il permet d'éviter la formation de cémentite (Fe3C). On obtient de cette manière les fontes grises, facilement usinables.
Dans une aciérie, le ferrosilicium peut avoir plusieurs rôles :
- ajouté au convertisseur, il va être brûlé au moment du soufflage. Cette combustion est très exothermique et va permettre de réchauffer l'acier liquide, pour pouvoir, par exemple, lui ajouter des ferrailles ou des éléments d'alliage.
- ajouté en début de traitement à la métallurgie en poche, il assure le calmage de l'acier liquide, c'est-à-dire sa désoxydation, en se combinant avec l'oxygène dissous. L'utilisation du ferrosilicium comme élément de calmage est systématique pour les aciers inoxydables (pour sa compatibilité chimique avec le chrome) et pour la coulée continue de produits longs (où il est un désoxydant suffisant et plus économique que l'aluminium, utilisé dans les produits plats)
- après calmage, le ferrosilicium apporte le silicium qui servira en tant qu'élément d'alliage (production de tôles à grains orientés, stabilisation du carbone pour éviter la formation de cémentite,…)

Le calcium souvent présent dans le ferrosilicium peut également avoir un rôle métallurgique complémentaire. Suivant la métallurgie de l'acier, son effet est soit bénéfique, soit néfaste.